# Bandera de Fuentesoto
La bandera de Fuentesoto es el símbolo más importante de Fuentesoto, municipio de la provincia de Segovia, comunidad autónoma de Castilla y León, en España. 

## Descripción
La bandera de Fuentesoto fue oficializada el 20 de junio de 2005, y su descripción heráldica es:

«Paño cuadrado de proporción 1:1, jironado de ocho piezas, 4 blancas y 4 rojas. Sobrepuesto al centro, el escudo municipal en sus colores.»
Boletín Oficial de Castilla y León nº 161/2005